# Waldmünchen

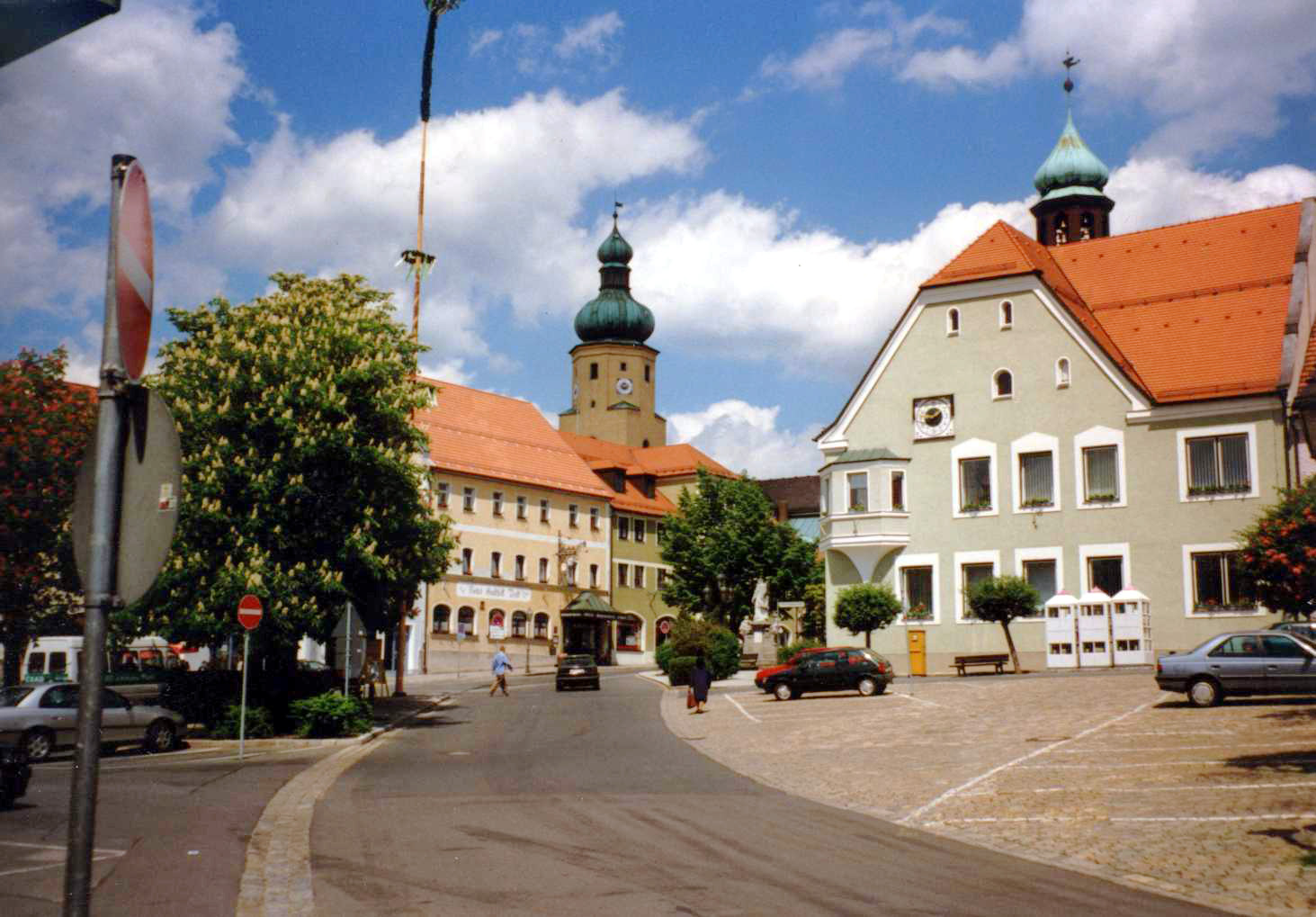
Waldmünchen (centrul)

Waldmünchen este un oraș din districtul Cham, regiunea administrativă Palatinatul Superior, landul Bavaria, Germania.